# Macrolobium acrothamnos
Macrolobium acrothamnos är en ärtväxtart som beskrevs av John Macqueen Cowan. Macrolobium acrothamnos ingår i släktet Macrolobium och familjen ärtväxter. Inga underarter finns listade i Catalogue of Life.